# 大屋敷正行
大屋敷 正行（おおやしき まさゆき、1952年〈昭和27年〉12月5日 - ）は、北朝鮮による拉致被害者と考えられる日本男性。特定失踪者問題調査会でも「拉致濃厚」（1000番台リスト）としている。1969年（昭和44年）7月27日夜、失踪した。彼については、脱北した北朝鮮の元国家安全保衛部指導員権革による目撃情報がある
。朝鮮名はキム・ミョンホである。

## 人物情報と消息
1952年（昭和27年）12月5日生まれ。失踪当時は東京都江戸川区に住んでおり、東京都立江東商業高等学校の2年生、まだ16歳だった。身長は165〜168センチメートルくらいでやせ型。大屋敷の姉によれば、父親はタンクローリーの運転手だったという。
1969年7月27日、友人たち4〜5人と静岡県沼津市の大瀬崎海岸にオートバイで海水浴に行き、宿泊したバンガローから夜中にトイレに行くと言って外に出たまま消息不明となった。枕元には腕時計、財布、免許証などを置いたままだった。
1999年に韓国に亡命した北朝鮮の元国家安全保衛部指導員の権革は、1977年（昭和52年）、57軍校の泰川軍官学校で挨拶をかわし、さらに、6人部屋で3か月間、起居をともにしたことがあると証言している。権革によれば、彼は日本国内の大きな旅館に4日間宿泊した後、自動車で港湾まで移動し、船に乗せられて北朝鮮に連行されたと語っていたという。また、大屋敷は優しい人間で、権革が高熱で伏せっていたとき、どこからか鶏肉を盗んで権革の食器に入れて持ってきてくれたことがあったという。見つかったら処罰対象になっていたと考えられるので、権革からすれば一生忘れられない人物だという。また、鉄棒や卓球などのスポーツが得意で、足が速く、軍事的知識も比較的豊富で、体の上半身にヤケドの痕のような傷があり、愛煙家だったという証言があり、当時の階級は少尉であった。
その後、1984年くらいまで57軍校におり、翻訳の仕事もしていたようである。その後は、咸鏡南道咸興市の「咸興分院」という名の化学兵器研究所に勤務し、1988年前後に朝鮮労働党の高官の娘で咸興市の外国語大学教員と結婚、1989年頃には娘が生まれたという。2019年現在、潜水艦基地として知られる咸鏡南道新浦市沖の馬養島で軍事機密情報に接しているという情報がある。
2004年（平成16年）1月29日、特定失踪者問題調査会は警視庁に対し、告発状を提出した。

## 類似事件
大屋敷正行、斉藤裕（失踪場所、北海道稚内市）、水島慎一（同、富山県朝日町）、今井裕（同、青森県弘前市）の4人については、すべて高校生で1968年から1969年の間に失踪しているところに共通点がある。うち、大屋敷を除く3人はいずれも18歳の高校3年生で、就職が決まり卒業を目前に控えていた。大屋敷と斉藤については北朝鮮での目撃証言があり、この4件について、事件の類似性や他の失踪理由（家出、心中、自殺など）が存在しないことなどから、特定失踪者問題調査会では拉致の可能性が高いと判断している。